# GUAM
GUAM (en cirílico: ГУАМ) es un acuerdo regional firmado por cuatro países de la Comunidad de Estados Independientes: Georgia, Ucrania, Azerbaiyán, y Moldavia —los dos primeros no forman parte de la CEI en la actualidad—. El grupo fue creado para contrarrestar la influencia de Rusia en la zona, y ha recibido el apoyo de los Estados Unidos.
La cooperación entre Georgia, Ucrania, Azerbaiyán y Moldavia comenzó con el foro consultivo GUAM, establecido el 10 de octubre de 1997 en Estrasburgo y que fue bautizado con las iniciales de estos países. En 1999, Uzbekistán se unió a ellos, cambiando el nombre del grupo por el de GUUAM, pero se retiró en 2005.
A pesar del fracaso de la reunión de 2004 (solo comparecieron dos de los cinco presidentes de los Estados miembros), la organización continúa existiendo y celebrando reuniones, ahora renombrada como GUAM: Organización para la Democracia y el Desarrollo Económico. Su novena reunión tuvo lugar del 27 al 29 de mayo de 2006 en Kiev, Ucrania. 

## Historia

### Orígenes y fundación, membresía uzbeka (1997–2005)

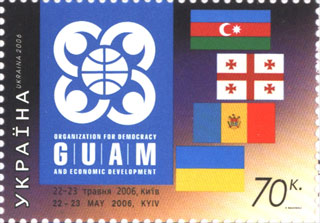
70-kopeck Ucraniano sello postal conmemorativo de la Cumbre GUAM celebrada en Kiev, 22 y 23 de mayo de 2006.

La cooperación entre Georgia, Ucrania, Azerbaiyán y Moldavia comenzó con el "foro consultivo GUAM", establecido el 10 de octubre de 1997 en Estrasburgo y nombrado con las letras iniciales de cada uno de esos países. En 1999, la organización adoptó el nombre GUUAM debido a la membresía de Uzbekistán. Una cumbre en Yalta el 6 y 7 de junio de 2001 fue acompañada por la firma de la carta de GUUAM, que formalizó la organización. Según el expresidente ucraniano Viktor Yushchenko, la carta establece objetivos para la cooperación, como promover valores democráticos, garantizar un desarrollo estable, mejorar la seguridad regional e internacional e intensificar la integración europea.
En 2002, Uzbekistán anunció que planeaba retirarse de la organización y luego de este anuncio comenzó a ignorar las cumbres y reuniones de GUUAM. En mayo de 2005 , poco después de la masacre de Andijan, Uzbekistán finalmente dio aviso oficial de retiro de la organización a la presidencia de Moldavia, cambiando así el nombre del grupo de nuevo a GUAM.
Una cumbre de GUUAM tuvo lugar en Chișinău, Moldavia, el 22 de abril de 2005. El Departamento de Estado de EE. UU. representante especial para Eurasian conflictos, Steven Mann, y la OSCE El Secretario General, Ján Kubiš, participó en la cumbre. El embajador ruso en Chișinău criticó el hecho de que Rusia no haya sido invitada a asistir. Ilham Aliyev, el presidente de Azerbaiyán, dijo después de la cumbre: "Nuestra organización está emergiendo como una fuerza poderosa, participando en la resolución de problemas en la región Caspio—Mar Negro", mientras que el presidente de Ucrania, Viktor Yushchenko, dijo que se había escrito una nueva página en la historia de la organización.

### Profundización de las relaciones e integración (2006–2013)
Dado el crecimiento de su influencia en la región, y la existencia de la Comunidad de Estados Independientes (CEI) liderada por Rusia, GUAM fue vista en Rusia como una forma de contrarrestar la influencia rusa en el área y como parte de una estrategia respaldada por los Estados Unidos. Sin embargo, los líderes de GUAM rechazan repetida y oficialmente tales afirmaciones y declaran su firme voluntad de desarrollar relaciones estrechas y amistosas con Rusia. Además, Azerbaiyán, la principal potencia energética del grupo, ha logrado evitar conflictos con Rusia en los últimos años.
En abril de 2006, tres naciones de GUAM apoyaron la propuesta de Ucrania de condenar el Holodomor, la hambruna de la década de 1930 en Ucrania que mató a millones de personas, como un genocidio.
En mayo de 2006, Ucrania y Azerbaiyán anunciaron planes para aumentar aún más las relaciones con los miembros de GUAM cambiando el nombre de la organización a "Organización GUAM para la Democracia y el Desarrollo Económico" y estableciendo su sede en la capital ucraniana. Los demás miembros dijeron que se trataba de un paso y un avance notables. También se esperaba que los participantes en la cumbre aprobaran los estatutos, una declaración y un comunicado de la GUAM. También en mayo de 2006, el Ministerio de Defensa de Ucrania anunció planes para establecer fuerzas GUAM mantenimiento de la paz. Al año siguiente, las naciones de GUAM acordaron formar una fuerza conjunta de mantenimiento de la paz de 500 efectivos para combatir separatismo.
En junio de 2007, los presidentes de Lituania, Polonia y Rumania se unieron a los líderes de los Estados miembros de GUAM en la cumbre de GUAM en Bakú, Azerbaiyán. También participaron en la cumbre el vicepresidente de Bulgaria, el vicepresidente del parlamento de Estonia, el ministro de Economía de Letonia y los representantes de alto nivel de los Estados Unidos, Japón, la Organización para la Seguridad y la Cooperación en Europa (OSCE), la Organización de Cooperación Económica del Mar Negro (BSEC), UNESCO, y jefes de misiones diplomáticas acreditadas en Azerbaiyán.

## Evolución
1990
La cooperación entre Georgia, Ucrania, Azerbaiyán y Moldavia en el marco de GUAM se inició en la reunión de los presidentes de los respectivos países el 10 de octubre de 1997 en Estrasburgo durante la cumbre del Consejo de Europa. Al mismo tiempo, se adoptó un comunicado oficial reconociendo al sindicato GUAM con el estatus de "foro consultivo". En abril de 1999, Uzbekistán se unió al foro. El evento fue anunciado durante la cumbre de aniversario OTAN-OTAN en Washington D. C., durante la cual GUUAM ya firmó la Declaración de Washington, que declaró el objetivo de la integración en las estructuras europeas y euroatlánticas.
2000
En septiembre de 2000, durante la Cumbre del Milenio en la ONU, también se adoptó un memorando que regula las metas del establecimiento y funcionamiento de GUAM. La cumbre GUUAM se celebró en Yalta los días 6 y 7 de julio de 2001, en la que los jefes de Estado firmaron la Carta. Como resultado, el foro consultivo recibió el estatus de organización regional internacional. La Carta enumeró no solo los objetivos de GUUAM, sino que también discutió las estructuras organizativas.
Sin embargo, como ha demostrado el tiempo, la organización no ha demostrado ser resistente: en 2002, Uzbekistán anunció su intención de retirarse del GUAM y luego comenzó a ignorar sus medidas. El presidente Islam Karimov anunció oficialmente la retirada de su país en mayo de 2005. La razón formal de la retirada de Uzbekistán fue "un cambio significativo en las metas y objetivos anunciados originalmente por la organización". Según la carta del presidente uzbeko Karimov, Uzbekistán no está satisfecho con el "énfasis de la organización en resolver conflictos congelados, formar bloques armados conjuntos y revisar los sistemas de seguridad existentes". Las autoridades uzbekas han explicado que no pueden participar activamente en estos procesos "debido a la ubicación geográfica"
GUAM ha sido prácticamente inexistente durante varios años. Por ejemplo, solo dos de cada cinco líderes asistieron a la reunión de Yalta en Yalta (2004). El proceso de su intensificación se inició tras la Revolución Naranja en Ucrania, en febrero-marzo de 2005, a nivel de encuentros bilaterales entre los líderes de Ucrania, Georgia y Moldavia. A principios de marzo, en vísperas de las elecciones parlamentarias en Moldavia, Mikheil Saakashvili visitó Chisináu, y antes de eso, el presidente moldavo, Volodymyr Voronin, llegó a Kiev, donde firmó una declaración conjunta sobre la cooperación ucraniano-moldava.
El 22 de abril de 2005 tuvo lugar la cumbre GUAM en Chisináu. Según el presidente ucraniano, Viktor Yushchenko, los Estados miembros de GUAM "ya no se perciben a sí mismos como fragmentos de la URSS" y tienen la intención de convertirse en la locomotora de la "tercera ola de revoluciones democráticas" en la antigua Unión Soviética. El presidente de Uzbekistán, Islam Karimov, se ha negado a asistir a la cumbre. A la cumbre asistieron los presidentes rumano Traian Basescu y lituano Valdas Adamkus, el presidente en ejercicio de la OSCE, Jan Kubis, y el representante de EE. UU., representante especial para Nagorno-Karabaj y los conflictos euroasiáticos, Stephen Mann. En la cumbre se firmaron dos documentos: la Declaración "Por la democracia, la estabilidad y el desarrollo" y la declaración conjunta "Creación de la democracia desde el Báltico hasta el Mar Negro". En el período previo a las elecciones presidenciales en Bielorrusia, los participantes en la cumbre anunciaron su intención de "desarrollar la democracia" en Bielorrusia. El presidente georgiano, Mikheil Saakashvili, se ha quejado de que "no hay democracia ni libertad" en Bielorrusia, subrayando que el pueblo bielorruso "tiene derecho a la libre elección" y al desarrollo europeo. El presidente lituano, Valdas Adamkus, hizo una dura declaración: "El presidente Lukashenko se está moviendo cada vez más rápido hacia la autocracia, el autoaislamiento tanto del estado como del pueblo bielorruso". Rusia, que no fue invitada a la cumbre, reaccionó bruscamente a la declaración de Saakashvili. "Que Saakashvili no se considere un mesías", dijo el embajador ruso en Moldavia, Nikolai Ryabov, y aconsejó a Saakashvili que "deje en paz a Bielorrusia" y trabaje para resolver numerosos problemas en su país. 
En diciembre de 2005, los países GUAM unieron fuerzas en una reunión del Consejo de Ministros de Relaciones Exteriores de la OSCE en Ljubljana, Eslovenia. En vísperas del foro de la OSCE, la presidencia de la GUAM pasó a Moldavia, y es ella, la más interesada en la implementación por parte de Rusia de los "Acuerdos de Estambul" (sobre la retirada de las tropas de Abjasia, Osetia del Sur y Transnistria), quien habló en la Reunión OSCE GUAM. El Ministro de Relaciones Exteriores de Ucrania, Borys Tarasyuk, declaró que los países de GUAM continuarán actuando juntos, ya que los líderes de Georgia, Ucrania, Azerbaiyán y Moldavia registrarán a GUAM como una organización regional internacional de pleno derecho en diciembre de 2005. La Secretaría de GUAM estará ubicada en Kiev.
El 29 de diciembre de 2005, el presidente de Uzbekistán, Islam Karimov, denunció los siguientes documentos firmados dentro del GUUAM: "Carta de Yalta", "Memorándum sobre facilitación del comercio y el transporte", "Acuerdo sobre asistencia mutua y cooperación en asuntos aduaneros entre los gobiernos de los miembros del GUUAM Estados".
La primera Cumbre GUAM tuvo lugar el 22 y 23 de mayo de 2006 en Kiev. Los presidentes de Bulgaria, Lituania, Polonia y el vicepresidente de Rumania han sido invitados a Ucrania para la cumbre. El 23 de mayo de 2006 se tomó la decisión de reformar la organización. Los países participantes firmaron un protocolo sobre el establecimiento de una zona de libre comercio. Además, se firmó una declaración sobre el establecimiento de una nueva organización internacional - "Organización para la Democracia y el Desarrollo Económico - GUAM" ODER-GUAM y su carta. También se anunciaron planes para establecer un consejo de combustible y energía para coordinar los esfuerzos para garantizar la seguridad energética de los países participantes.
El 24 de mayo de 2006, Rumania anunció su intención de unirse a GUAM. [8]
El 14 de septiembre de 2006, después de una feroz lucha en la ONU, se decidió discutir los "conflictos congelados" en la antigua URSS en la 61.ª sesión de la Asamblea General. Esta iniciativa fue realizada por los estados del GUAM, que lograron incluir el tema en la agenda de la sesión con el apoyo de Estados Unidos, Gran Bretaña y varios países más, a pesar de la oposición activa de Rusia. Esta decisión fue vista como un reconocimiento por parte de la comunidad mundial de la ineficacia de las fuerzas de paz rusas en las zonas de conflicto en Transnistria, Abjasia y Osetia del Sur y la derrota diplomática de Moscú. Los diplomáticos de los países de GUAM en Nueva York llaman a la decisión un testimonio de la creciente importancia política de GUAM. Al mismo tiempo, el Ministerio de Relaciones Exteriores de Georgia acusó a Rusia de "utilizar todos los medios posibles" para oponerse a la inclusión del tema en la agenda de la sesión.
Durante un discurso ante la Asamblea General de la ONU el 22 de septiembre, el presidente de Georgia, Mikheil Saakashvili, hizo unas duras declaraciones sin precedentes contra Rusia, acusándola de "anexión" y "ocupación de gánsteres", algo que nadie había hecho antes desde la tribuna de la ONU. El ministro de Relaciones Exteriores de Ucrania, Borys Tarasyuk, apoyó a Saakashvili y dijo: "Ucrania rechaza cualquier intento de establecer paralelismos entre el problema de Kosovo y los conflictos no resueltos en GUAM". Esta posición contradice la opinión de los líderes rusos, que insisten en que si se otorga la independencia a Kosovo, los conflictos regionales en la CEI deberían resolverse de manera similar.
El 25 de septiembre de 2006, los cancilleres de los Estados miembros del GUAM, reunidos en Nueva York en el marco de la 61.ª sesión de la Asamblea General de la ONU, discutieron los avances en la solución de los conflictos congelados en la CEI. Rusia no fue invitada a la reunión, pero estuvo presente el subsecretario de Estado de los Estados Unidos, David Kramer. Los participantes acordaron crear su propia fuerza policial para reemplazar a las fuerzas de paz rusas en zonas de conflicto en Georgia y Moldavia. La implementación de este acuerdo ha sido pospuesta indefinidamente. Los Cancilleres también acordaron un plan estratégico de medidas conjuntas “para ampliar el apoyo internacional para la solución pacífica de conflictos prolongados en los territorios de GUAM”, cuyo objetivo principal es lograr la adopción de una resolución de la Asamblea General de la ONU sobre conflictos congelados.
El ministro de Defensa ruso, Sergei Ivanov, respondió a la decisión de los ministros de Relaciones Exteriores de GUAM: "Georgia busca utilizar las capacidades militares de GUAM para reemplazar a las fuerzas de paz rusas en Abjasia y Osetia del Sur. La presencia de fuerzas adicionales en Georgia permitirá a su liderazgo no negarse a sí mismo el deseo de jugar duro en ningún momento, como se hizo recientemente en el desfiladero de Kodori, y también les permite usarlos como bazas adicionales en la confrontación con Sujumi y Tskhinvali. Sin embargo, en su opinión, "Rusia, que aboga por la solución de los conflictos existentes solo por métodos políticos, encontrará medidas adecuadas para evitar el desarrollo de la situación en este escenario".
En una reunión del Consejo de Ministros de GUAM en Nueva York el 25 de septiembre, los Ministros de Relaciones Exteriores de GUAM nombraron a Valery Chechelashvili, Primer Viceministro de Relaciones Exteriores de Georgia, Secretario General de la organización. Chechelashvili es el coordinador nacional de la Organización para la Democracia y el Desarrollo Económico - GUAM de Georgia.
Los días 18 y 19 de junio de 2007 se llevó a cabo en Bakú (Azerbaiyán) la segunda cumbre de la Organización para la Democracia y el Desarrollo Económico bajo el lema "GUAM: Uniendo los Continentes". La cumbre incluyó reuniones periódicas del Consejo de Jefes de Estado, el Consejo de Ministros de Relaciones Exteriores, reuniones de GUAM - EE. UU., GUAM - Japón, GUAM - Polonia, reuniones del Consejo de Coordinadores Nacionales, reuniones conjuntas de jefes de ministerios y departamentos. . [9]
El Consejo de Jefes de Estado celebró su reunión en un formato ampliado. Asistieron los Presidentes de la República de Azerbaiyán (Ilham Aliyev), Georgia (Mikheil Saakashvili), Ucrania (Viktor Yushchenko) y el primer ministro de la República de Moldavia (Vasily Tarlev), así como jefes de Estado, ministros y políticos de Lituania, Polonia, Rumania, Bulgaria, Estonia, Letonia, EE. UU., Japón, OSCE, BSEC, UNESCO, jefes de misiones diplomáticas acreditadas en Azerbaiyán. [10]
El Consejo firmó la Declaración de Bakú "GUAM: Uniendo los Continentes". Se centró en la seguridad energética, el uso del potencial de tránsito de los países miembros, así como cuestiones sobre la lucha contra el terrorismo internacional, el separatismo y el extremismo agresivos y el crimen organizado transnacional. [11]
También se identificaron las perspectivas para el desarrollo de la cooperación en el ámbito humanitario, incluso en el campo de la cultura, la educación, la atención de la salud, los intercambios de jóvenes, el turismo y los deportes hasta 2010, en relación con el cual el Protocolo de Cooperación en el Ámbito de la Cultura para 2007 fue firmado -2010. El Consejo adoptó la Estrategia de desarrollo de la cooperación sectorial de GUAM, que pedía un incentivo para la cooperación efectiva entre los Estados miembros en áreas relevantes.
Para conmemorar el décimo aniversario de GUAM, el 19 de junio de 2007 se llevó a cabo en Bakú una conferencia científico-práctica sobre "GUAM en la región y en el mundo".
La presidencia de la organización de Ucrania pasó a la República de Azerbaiyán. Se decidió celebrar una reunión ordinaria en Tbilisi (Georgia) en junio de 2008.
Durante la cumbre se discutió la cuestión de establecer un batallón conjunto de mantenimiento de la paz GUAM. Sin embargo, según el presidente moldavo, Volodymyr Voronin, la decisión fue bloqueada más tarde: "Les dije que terminaran estos juegos. Gracias a Dios, las decisiones en la GUAM se toman por consenso, y cuando nos negamos a firmar el documento, esta idea finalmente explotó”.
En 2009, el presidente de Moldavia, Volodymyr Voronin, cuando se le preguntó sobre las perspectivas de la organización, dijo que "GUAM como organización regional es inviable y poco prometedora". Voronin señaló que esta organización "no tiene sujeto para decisiones", y todos los intentos de revivirla fracasaron.

## Miembros
- Miembros actuales:
  -  Georgia (1997)
  -  Ucrania (1997)
  -  Azerbaiyán (1997)
  -  Moldavia (1997)
- Antiguos miembros:
  -  Uzbekistán (De 1999 hasta 2005)